# 格差
格差（かくさ）とは、同類のものの間における、程度（水準・資格・等級・価格・格付け、レベル）などの差や違いである。また、社会問題の一つとしての意味合いを込めても用いられる語であり、貧富の差（経済格差）などを意味しても用いられる。

## 格差記事の一覧
- 格差社会
- 貧富の差（経済格差）
- 所得格差・賃金格差 - 収入を参照。
- 情報格差
- 健康格差
- 医療格差
- 教育格差（学力格差）
- 恋愛格差
- 世代間格差
- 一票の格差